# Nikki Charm
Nikki Charm (Los Angeles, 21 febbraio 1966) è un'ex attrice pornografica statunitense, inserita nella Adult Video News Hall of Fame e della XRCO Hall of Fame.

## Biografia
Tra il 1984, anno di inizio della sua carriera, e il 1990 è apparsa in oltre 50 produzioni, diventando una ragazza a contratto per Vivid Entertainment. Dopo una pausa di otto anni, nel 1998 è tornata nell'industria pornografica ed ha girato 6 scene. L'anno seguente è stata inserita nella Hall of Fame dagli AVN Awards e nel 2010 anche dagli XRCO.
Nel 2011 è tornata nuovamente nel mondo a luci rosse come assistente di produzione ed ha, inoltre, girato anche una scena con Tom Byron in Seasoned Players.

## Vita privata
Nell'ottobre del 2002 è stata arrestata per tentato furto di auto ed è stata condannata a cinque anni di carcere, salvo poi esser rilasciata nel 2004 su cauzione.

## Riconoscimenti
- AVN Awards
  - 1999 – Hall of Fame[12]
- XRCO Award
  - 2010 – Hall of Fame[13]